# Elecciones parlamentarias de Brasil de 1958
Las elecciones parlamentarias se celebraron en Brasil el 3 de octubre de 1958. La participación electoral fue del 92,0%.

## Resultados

### Cámara de Diputados
| Party                               | Votos      | %      | Escaños | +/–    |
| ----------------------------------- | ---------- | ------ | ------- | ------ |
| Partido Social Democrático          | 2,296,640  | 19.9   | 115     | -2     |
| Partido Laborista Brasileño         | 1,830,621  | 15.9   | 66      | +8     |
| Unión Democrática Nacional          | 1,644,314  | 14.3   | 70      | -11    |
| Partido Republicano                 | 583,220    | 5.1    | 17      | -2     |
| Partido Social Progresista          | 467.220    | 5.06   | 25      | -4     |
| Partido Demócrata Cristiano         | 313,635    | 2.7    | 7       | +4     |
| Partido Nacional Laborista (PTN)    | 252.227    | 2.19   | 7       | +1     |
| Partido de Representación Popular   | 179,589    | 1.6    | 6       | –1     |
| Partido Libertador                  | 120,956    | 1.1    | 3       | –6     |
| Partido Social Laborista            | 115,365    | 1.0    | 2       | 0      |
| Partido Socialista Brasileño (PSB)  | 113.442    | 0.98   | 6       | +2     |
| Partido Laborista Republicano (PTR) | 15.522     | 0.13   | 1       | 0      |
| Otros Partido y Alianzas            | 3.586.307  | 31.13  | 0       | 0      |
|                                     |            |        |         |        |
| Votos válidos                       | 11.519.058 |        |         |        |
| Votos nulos/en blanco               | 1,159,939  | –      |         |        |
| Total                               | 12,678,997 | 100.00 | 326     | 0      |
| Votantes registrados/participación  | 13,780,480 | 92.01  | +26,53  | +26,53 |
| Fuente: Nohlen                      |            |        |         |        |

### Senado
| Fiesta                             | Votos      | %     | Escaños | Total  | +/-    |
| ---------------------------------- | ---------- | ----- | ------- | ------ | ------ |
| Partido Social Democrático         | 1,123,574  | 10,6  | 6       | 22     | -3     |
| Unión Democrática Nacional         | 856,846    | 8.1   | 8       | 18     | +2     |
| Partido Laborista Brasileño        | 688,880    | 6.5   | 6       | 16     | +1     |
| Partido Laborista Nacional         | 245,872    | 2.3   | 0       | 1      | 0      |
| Partido Social Progresista         | 244,863    | 2.3   | 0       | 2      | -2     |
| Partido Social Laborista           | 236,451    | 2.2   | 0       | 0      | 0      |
| Partido Socialista Brasileño       | 59,201     | 0,6   | 1       | 1      | 0      |
| Coaliciones                        | 7,104,129  | 67,1  | -       |        | 0      |
|                                    |            |       |         |        |        |
| Votos válidos                      | 10.581.053 |       |         |        |        |
| Votos nulos/en blanco              | 2,063,614  | -     |         |        |        |
| Total                              | 12,644,667 | 100   | 21      | 63     | 0      |
| Votantes registrados/participación | 13,743,677 | 92,00 | +23,32  | +23,32 | +23,32 |
| Fuente: Nohlen                     |            |       |         |        |        |